# مفلوک‌سرسانان
مفلوک‌سرسانان (نام علمی: Tapinocephalia) نام یک فروراسته از راسته ددکاوان است.